# Typophyllum acutum
Typophyllum acutum är en insektsart som beskrevs av Vignon 1925. Typophyllum acutum ingår i släktet Typophyllum och familjen vårtbitare. Inga underarter finns listade i Catalogue of Life.